# ポロ・グラウンズ
ポロ・グラウンズ（Polo Grounds）は、アメリカ合衆国ニューヨーク市アッパー・マンハッタンにかつて存在したスタジアム。野球とアメリカン・フットボールのプロチームの本拠地であり、野球場としてはMLBの当時のニューヨーク・ジャイアンツ（現サンフランシスコ・ジャイアンツ）が1883年から1957年まで、ニューヨーク・ヤンキースが1913年から1922年まで、ニューヨーク・メッツが1962年から1963年まで本拠地として使用していた。アメフトでは、NFLのニューヨーク・ジャイアンツが1925年から1955年まで、AFL（現在のNFL・AFC）のニューヨーク・ジェッツが1960年から1963年までホームグラウンドとしていた。
その名の通り、元はポロ専用の競技場として建設されたが、元のグラウンドから移り変わっていった変遷から、必ずしもポロ競技を実施した記録はないとされている。しかし、一方で多目的に使われ、サッカーやボクシングの試合及びコンサートにも使われていた。

## 歴史
ポロ・グラウンズは1891年に開場したとされているが、実際はそれ以前からグラウンドとして使われていた。

### ポロ・グラウンズⅠ（オリジナル・グラウンズ）
1876年にナショナル・リーグが結成され、ニューヨークではニューヨーク・ミューチュアルズが加盟したがわずか1年で脱退した。ニューヨークには他にも複数の球団があり、その後1880年にニューヨーク・メトロポリタンズが結成され、当初はリーグに加盟しない独立系のチームとして活動し、他のニューヨークの球団と同じようにブルックリンにあったユニオン・グラウンズやホーボーケンにあったエリシアン・フィールドなどで試合を行っていた。同年9月にニューヨーク・メトロポリタンズオーナーのジョン・B・デイとジム・マトリーが、マンハッタンの五番街110丁目にあったポロ用の競技場ポロ・グラウンズで野球の試合の利用許可を取り付け、以後そこを本拠地とした。このチームはマンハッタンに本拠地を構えたことで興行は成功し、メトロポリタンズは1882年にナショナルリーグとアメリカン・アソシエーションの両リーグから加盟の誘いを受けた。この時ジョン・B・デイらは、密かに両方のリーグに対し加盟の受けいれを打診していたが、デイは当時ナショナルリーグに加盟していて同年解散したトロイ・トロージャンズのフランチャイズ権を買い取り、新たなチーム「ニューヨーク・ゴッサムズ」を設立して1883年にナショナルリーグに加盟した。この結果、同じオーナーのメトロポリタンズとゴッサムズは同じポロ・グラウンズを本拠地とすることになり、当時ポロ・グラウンズにはダイヤモンドが2面設置され、グラウンドを二つに仕切って試合を行っていた。

### ポロ・グラウンズⅡ（マンハッタン・フィールド）

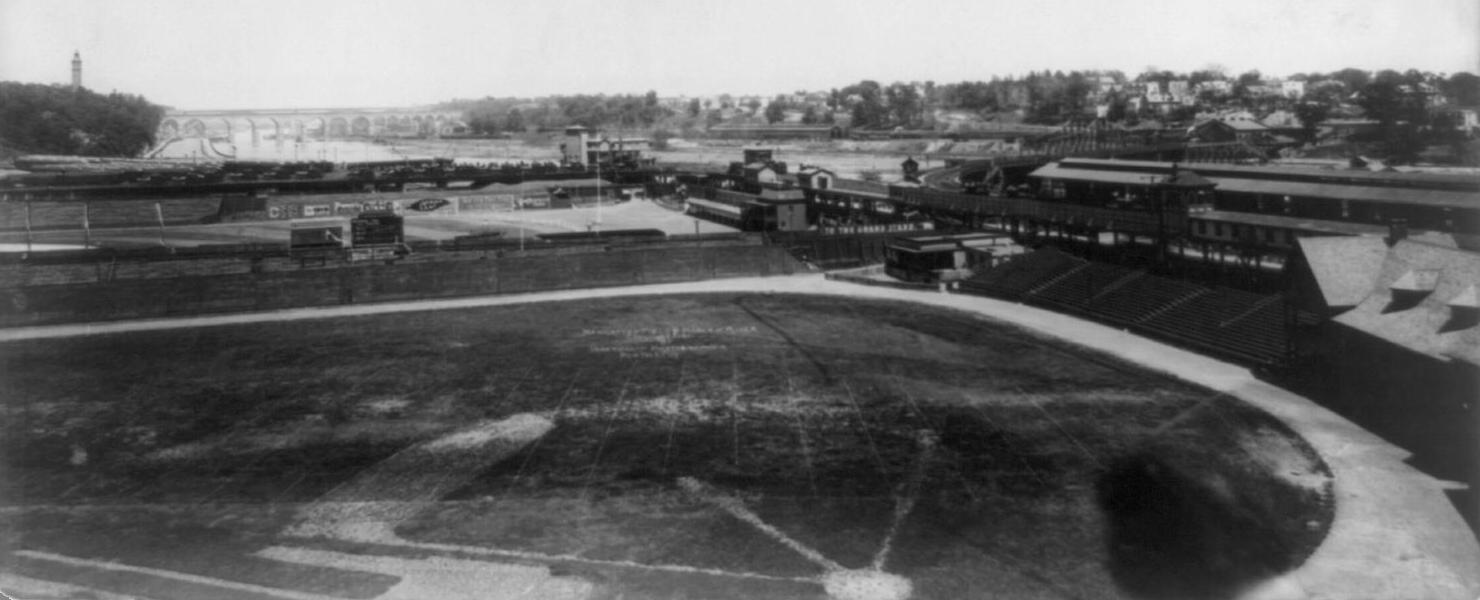
1901年のポロ・グラウンズ。この時期には向こう側の外がマンハッタン・フィールドと呼ばれて他の競技会場として使われていた。写真ではその間は塀で仕切られているが、1890年にはその塀がなく同時に2試合開催されていた。1889年～1890年のナショナル・リーグのジャイアンツは、向こう側の外をポロ・グラウンズと呼んで使っていた。

やがて収益の高いゴッサムズにメトロポリタンズの有力選手を移籍させてメトロポリタンズは他に売却され1887年に歴史を閉じた。ゴッサムズは1985年にジャイアンツに改称されたが、1889年になって、ニューヨーク市の都市計画に伴って、最初のオリジナル・グラウンズは使えなくなり、この後に少し移動して八番街155丁目にある敷地をジャイアンツはポロ・グラウンズと呼び使った。この新しいグラウンドは実際はポロ用の競技場ではなく、後にマンハッタン・フィールドと呼ばれてサッカーや陸上競技の会場として使われた。

### ポロ・グラウンズⅢ（ブラザーフッド・パーク）

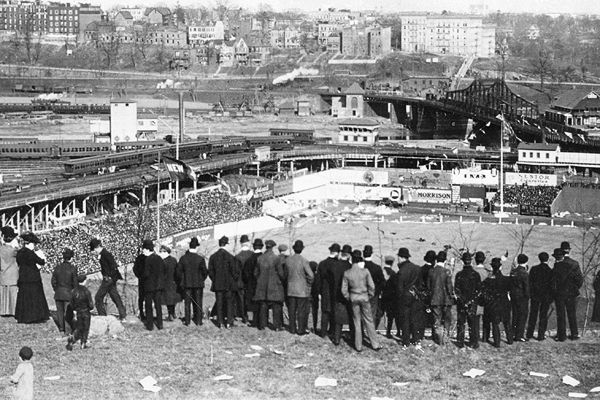
クーガン・ブラフの崖の上からポロ・グラウンズの試合ジャイアンツ対カブスを観戦する人々。(1908年9月23日)　なおこの試合は奇しくも後にマークルのボーンヘッド事件でジャイアンツが勝利をつかみ損ねて、結果ジャイアンツのペナントレース優勝がフイになった有名な試合である。

そして同じ1889年にプレイヤーズ・リーグが創設されて、加盟した新チームが「ニューヨーク・ジャイアンツ」を名乗り(元のニューヨーク・ジャイアンツから移籍した選手が多かった)、1890年にニューヨークには「ジャイアンツ」という野球チームが二つ存在していた。そしてプレイヤーズ・リーグのジャイアンツはポロ・グランズの北隣りにあるブラザーフッド・パークを本拠とした。この年は同じ「ニューヨーク・ジャイアンツ」というチームが主催して、隣り合わせのグラウンドで試合を行い、高い所にいる観客は同時に2つの試合が観戦できて、しかも外野手が後逸した球がお互いに相手の試合グラウンドに入り、プレーが中断することもあったと言われている。
しかし、プレイヤーズ・リーグのニューヨーク・ジャイアンツは、わずか1年で解散に追い込まれ、選手の多くはナショナル・リーグのジャイアンツに戻った。ナショナル・リーグのジャイアンツは翌1891年シーズンからこのブラザーフッド・パークを本拠地とし、球場名をポロ・グラウンズに改称して木造スタンドを建て増設していった。これが後に「ポロ・グラウンズ」の開場とされ、1957年までニューヨーク・ジャイアンツの本拠地として使われている。このポロ・グラウンズⅢはこの後のポロ・グラウンズⅣの両翼の狭い歪な球場とは違い、両翼335フィート、センター500フィートの球場であったと言われている。しかしこのスタンドが木造であったため、1911年4月14日に火災を起こし全焼してしまった。

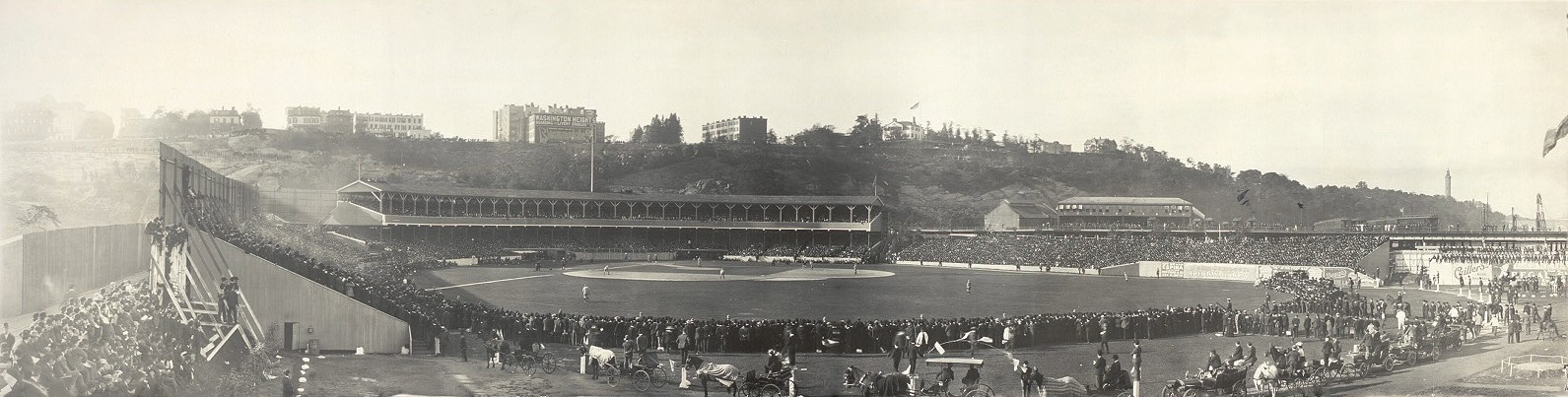
1905年のポロ・グラウンズ。

### ポロ・グラウンズⅣ

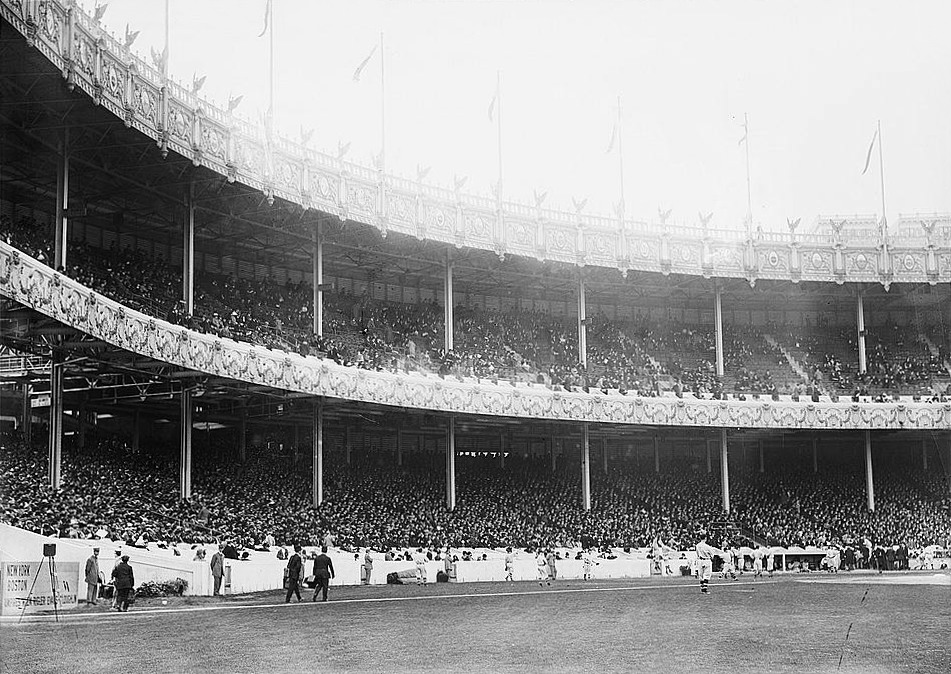
1912年のワールドシリーズ

急遽2カ月の突貫工事で鉄筋コンクリートのスタンド改築を行った。その間は、ジャイアンツはニューヨーク・ハイランダーズ（現ニューヨーク・ヤンキース）の本拠地球場ヒルトップ・パークを借りていたが、同年6月28日、まだ完成していないにもかかわらず、新ポロ・グラウンズに移転した。以降スタンド工事を進めながら試合を行った。そして1913年にはヤンキースもこの新しい鉄筋コンクリートのポロ・グラウンズに移転してきた。
ポロ・グラウンズのフィールドは両翼までの距離が短く特にライトのポールまでの距離は79mと短く、この恩恵を受けたのがベーブ・ルースで、1920年シーズンにまだポロ・グラウンズを本拠地としていたヤンキースに移籍すると前年ボストン・レッドソックスで29本の本塁打(これでも当時の年間新記録であった)を打っていたのが一挙に54本の本塁打を飛ばす大活躍で、このルースの人気を受けヤンキースもメジャー史上初の年間観客動員100万人を突破した。
ジャイアンツのジョン・マグロー監督はこれに腹を立て、ヤンキースに「1921年以降、ポロ・グラウンズの使用を禁じる」と通告した。これに対してヤンキースはポロ・グラウンズからハーレム川を渡ったブロンクス地区にヤンキー・スタジアムを建設した。この球場はライトまでの距離がポロ・グラウンズに比べて長いがそれでも他の球場に比べて短い296フィート(90m)であったのでベーブ・ルースはさらにホームランを量産した。

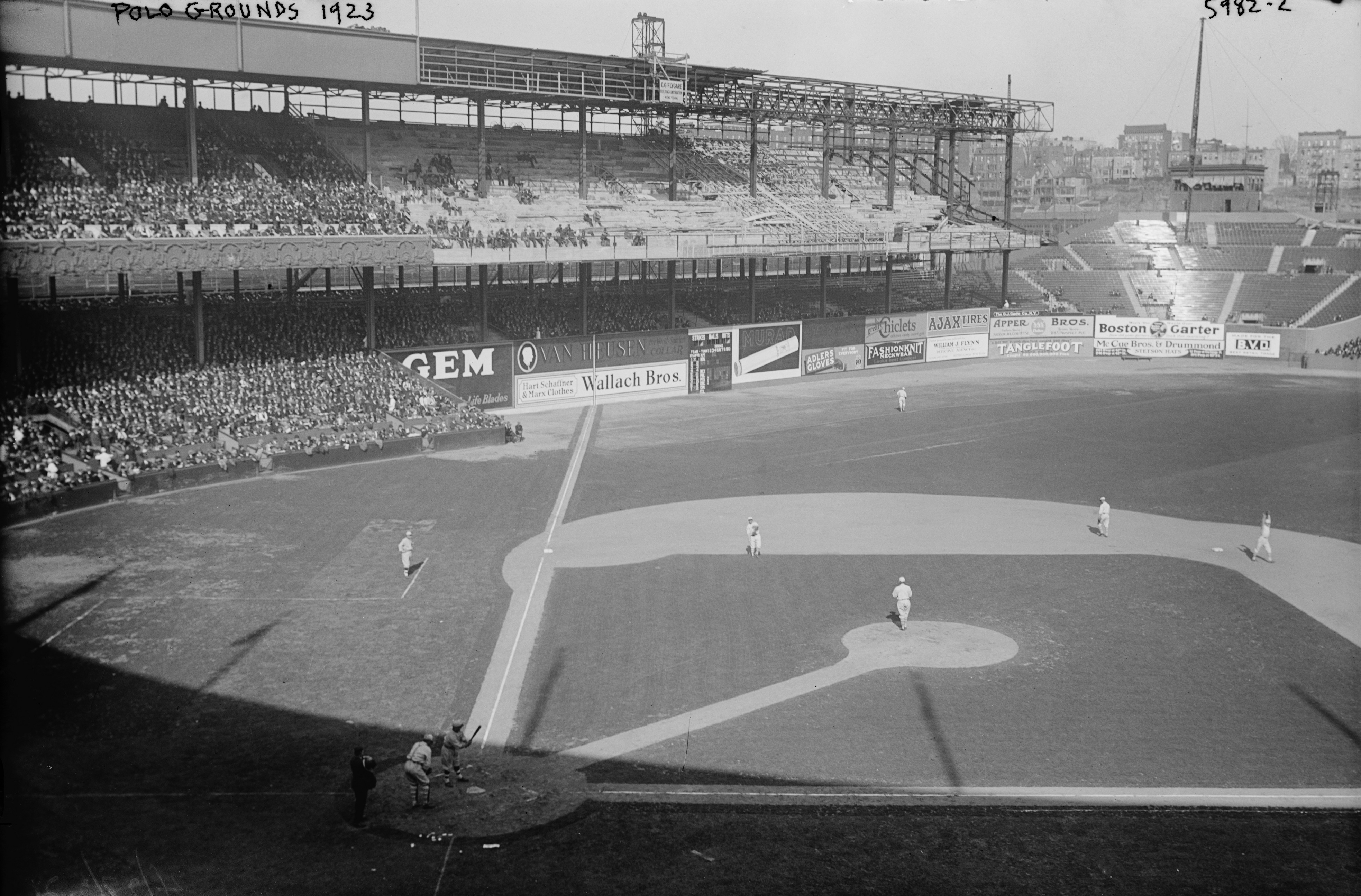
1923年。スタンドの増築を開始した。レフトのポールまでは85m(279フィート)。

その後1925年にはNFLのニューヨーク・ジャイアンツがこの球場を本拠地にし、ポロ・グラウンズは野球とアメフトの兼用となった（1955年まで）。

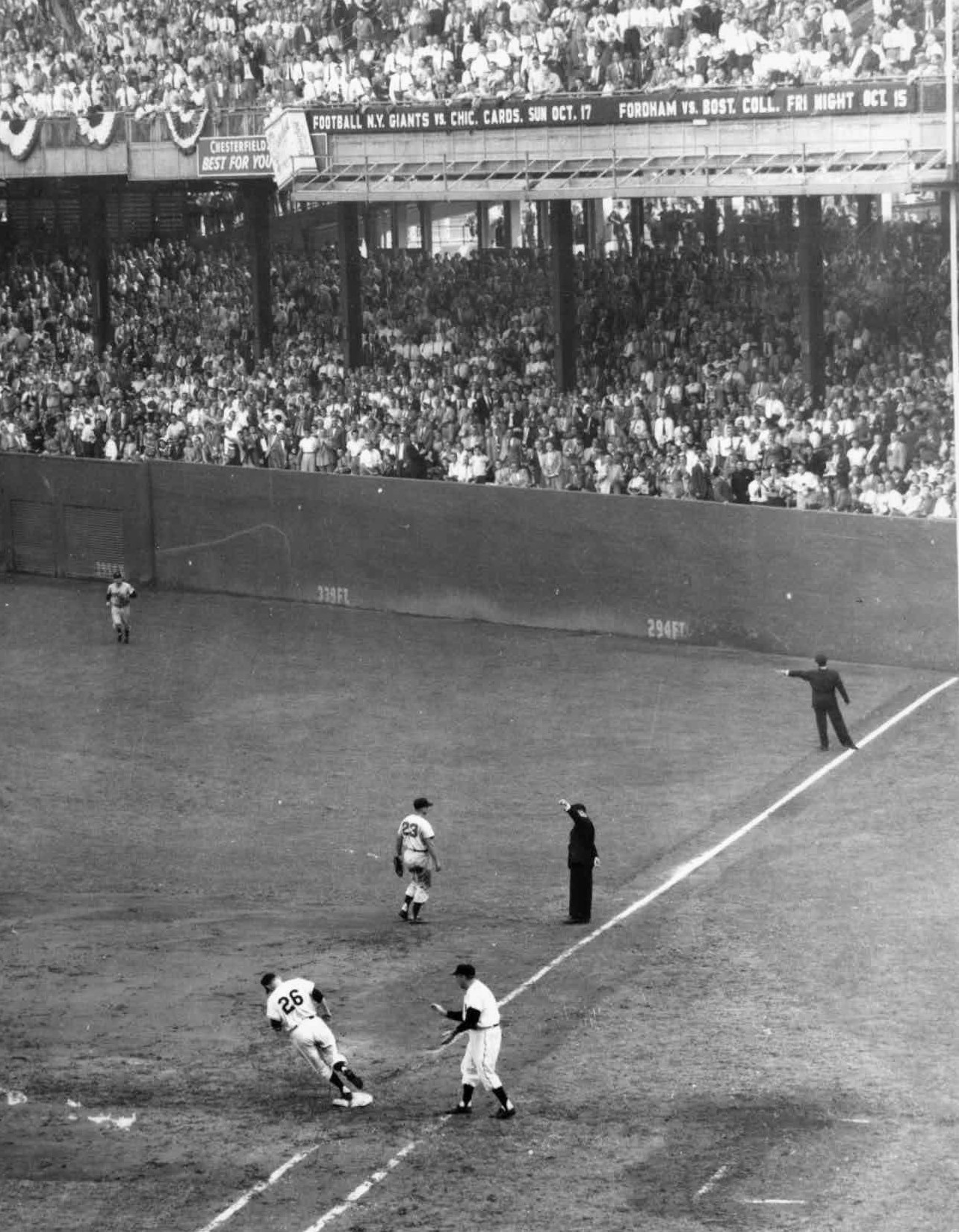
1954年のワールドシリーズ第2戦でライトにホームランを打ち、1塁を回るダスティ・ローズ選手。ライトのポールまでは僅か79m(258フィート)であった。

しかしベーブ・ルース以降の常勝軍団ヤンキースの活躍で、人気も実力も観客数でも同じニューヨークのジャイアンツもドジャースも見劣り、1950年代に入ってナショナル・リーグのジャイアンツは成績、観客動員ともに落ち込み、またポロ・グラウンズの老朽化に伴い球団幹部はニューヨークからの脱出を考えるようになる。そこに同じ悩みを抱えたドジャースから「西海岸に一緒に移転しないか」と誘いがかかった。ドジャースは西海岸に移転する際、自分たちだけが移転したら移動が大変だと考え、もう1球団と一緒に西海岸へ移転する構想を持っていた。ジャイアンツはこの計画に乗り、サンフランシスコへの移転を決断。1957年を最後にポロ・グラウンズを去った。
1960年から、AFLのニューヨーク・タイタンズ（1963年からジェッツにチーム名変更）がここを本拠地にした（1963年まで）。
1962年には、MLBでニューヨークに新球団メッツが誕生。62年と63年はポロ・グラウンズを本拠地にし、90万人近い観客動員を記録した。

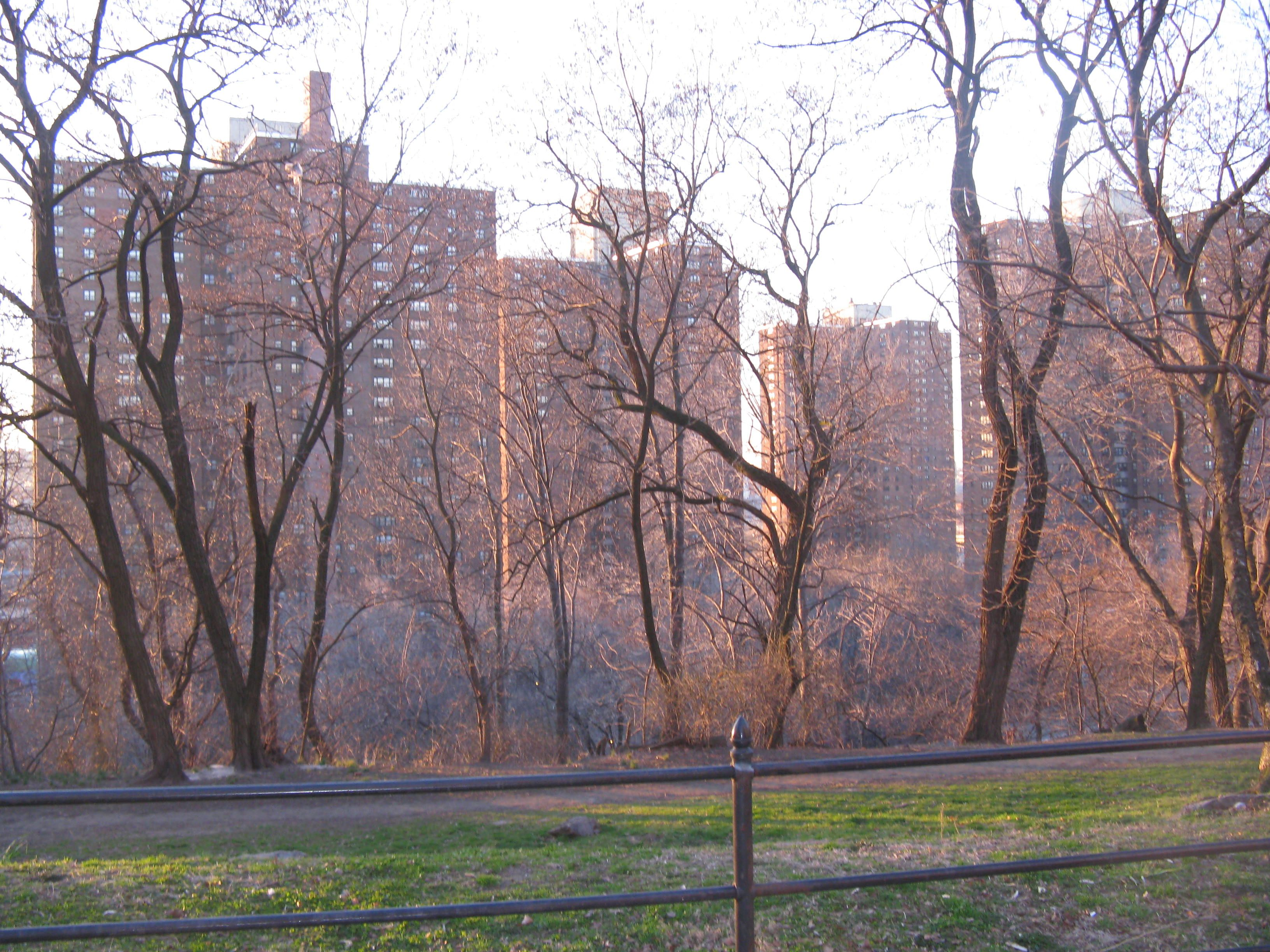
ポロ・グラウンズ跡地に建つ「ポロ・グラウンズ・タワーズ」と称される高層アパート。

メッツは1964年より新球場シェイ・スタジアム竣工により移転し、ポロ・グラウンズは1964年4月に解体された。解体後の跡地には「ポロ・グラウンズ・タワーズ(Polo Grounds Towers)」という高層アパートが建てられている。

## 特徴

1951年頃のポロ・グラウンズの各フェンスまでの距離

もともと、ポロ・グラウンズの土地はクーガンの窪地と呼ばれ農地であった。またバックネット裏の観覧席の後ろにはクーガン・ブラフと呼ばれる崖が聳えていて、この崖の上から無料で野球観戦ができる場所があった。また初期は外野フェンスが無く、ロープが張られていてそこへ馬車を止めて野球を観戦する上流階級の人々の姿が今日に残っている当時の写真が写されている。こうした外野のオープンフィールドは1910年頃には姿を消した。
またポロ・グラウンズのフィールドは特殊な形状（その名の通り、本来はポロ競技用）をしていて、センターまでが異様に長く(右中間で450フィート、センターの一番奥深い所まで475フィート)、両翼が短く(レフト279フィート、ライト258フィート)、ポールまで短いためポップフライでもポール際なら本塁打になることが多かった。スタンドは典型的な馬蹄型で、アメリカン・フットボールには適しているが、野球の場合は歪な形態のフィールドであった。そして1923年に外野席まで屋根を建設し、空から見ると≪バスタブ≫のような形になり、後にニックネームとなった。
なお1924年に誕生した阪神甲子園球場は建設前に当時野球場の研究対象のモデルとしてこのポロ・グラウンズを参考としている。

## ボクシングのタイトルマッチ
ポロ・グラウンズはボクシングの会場としても使われて、数々の世界タイトルマッチの舞台となった。1920年代の世界ヘビー級チャンピオンのジャック・デンプシー、1930年代のジョー・ルイスもこのポロ・グラウンズで防衛戦を行っている。最後の世界ヘビー級タイトルマッチは1960年6月のインゲマル・ヨハンソン対フロイド・パターソンの試合で、前年ヤンキー・スタジアムで行われたタイトルマッチでチャンピオンのパターソンを破ってヨハンソンがチャンピオンとなったが、この年のリターンマッチでは逆にパターソンがヨハンソンにKO勝ちして、世界ヘビー級チャンピオンに史上初めて返り咲いた試合であった。

## 主要な出来事

### 野球
- 1911年6月28日、ジャイアンツ - ブレーブス戦で開場（ジャイアンツ 3 - 0 ブレーブス）。
- 1916年9月30日、ジャイアンツがブレーブスとのダブルヘッダー第2戦に 3 - 8 で敗れ、連勝が26でストップ。
- 1920年8月16日、ヤンキース - インディアンスの試合で、インディアンスのレイ・チャップマンがカール・メイズ投手から左側頭部に死球を受け、その日の夜に死亡する事故が発生した。
- 1934年7月10日、オールスターゲーム開催（ア 9 - 7 ナ）。
- 1942年7月7日、オールスターゲーム開催（ア 3 - 1 ナ）。
- 1945年8月1日、メル・オットーが通算500本塁打を達成した。
- ワールドシリーズ開催:1911年、1912年、1913年、1917年、1921年、1922年、1923年、1924年、1933年、1937年、1951年、1954年
  - 1954年9月29日、ジャイアンツとインディアンスとのシリーズ第1戦では、ジャイアンツのウィリー・メイズがセンターへの大飛球を後ろ向きでキャッチ。このプレーはワールドシリーズ史上に残る美技「ザ・キャッチ（The Catch）」として今も語り継がれる。
- 1963年9月18日、メッツ - フィリーズ戦をもって野球での使用を終了（フィリーズ 5 - 1 メッツ）。

## Gallery

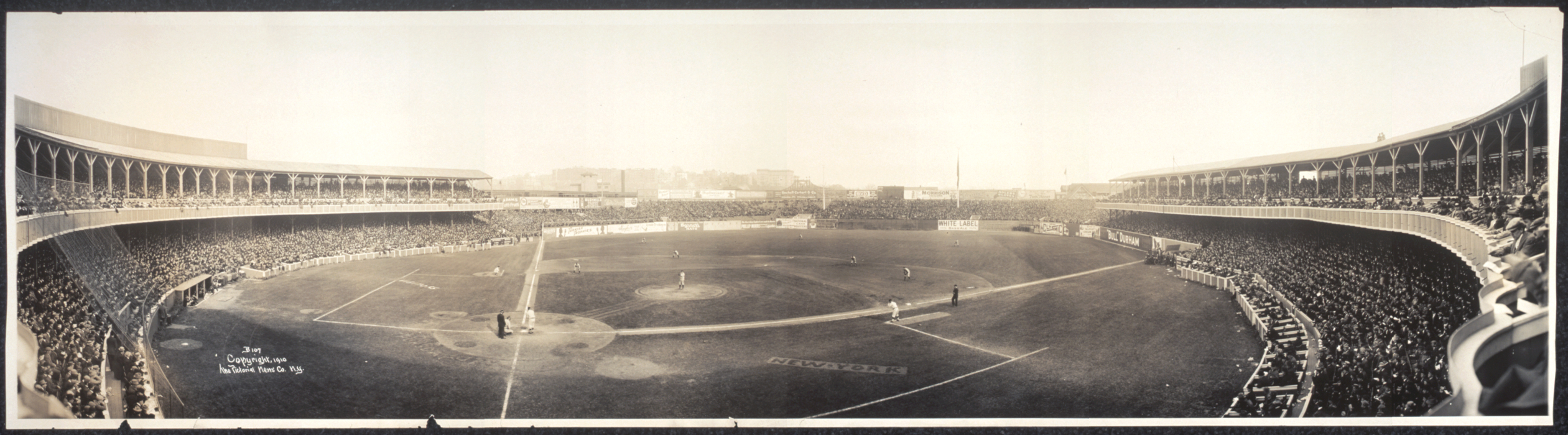
ポロ・グラウンズのパノラマ。(1910年10月13日)
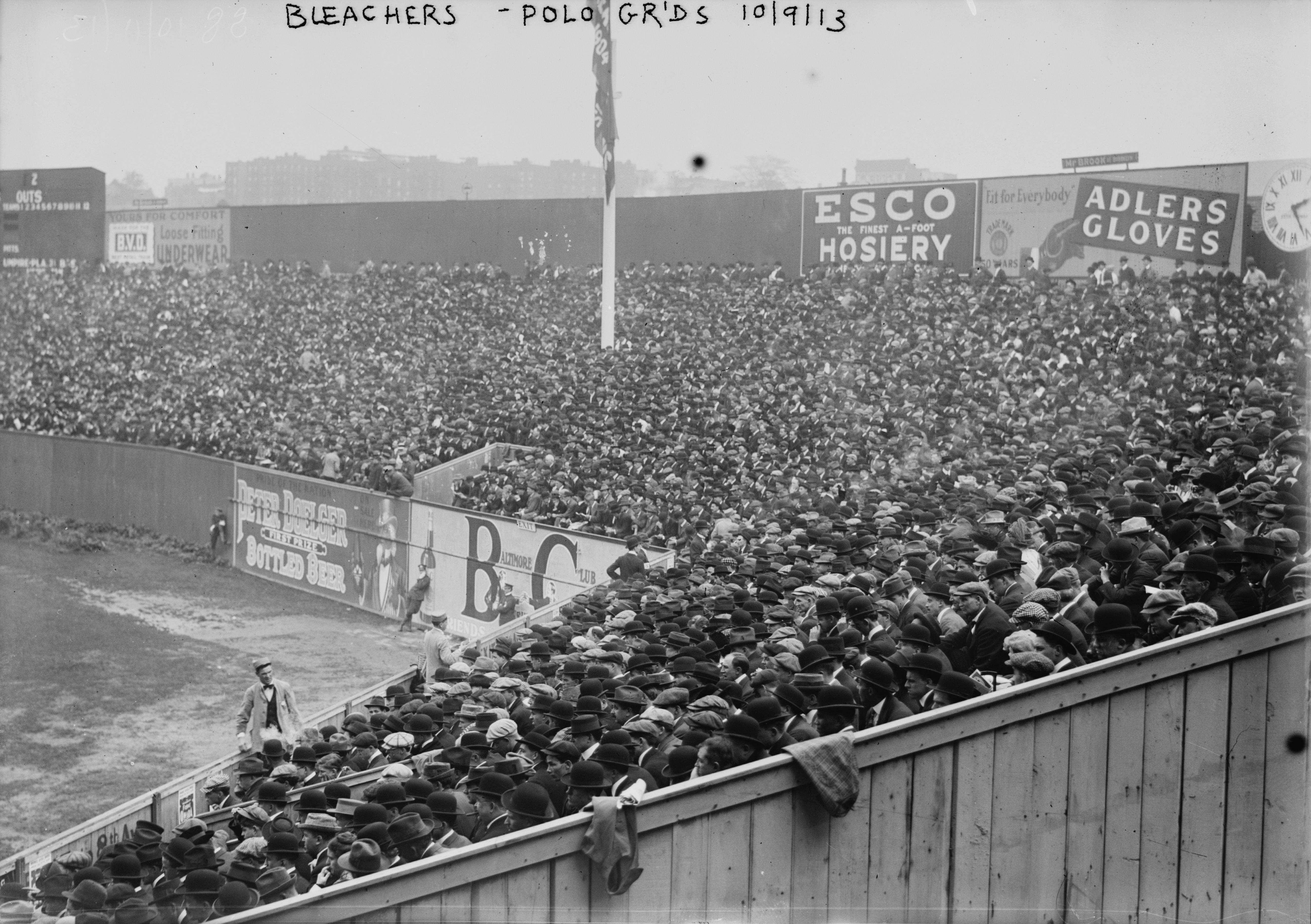
観覧席のファン。1913年のワールドシリーズ。
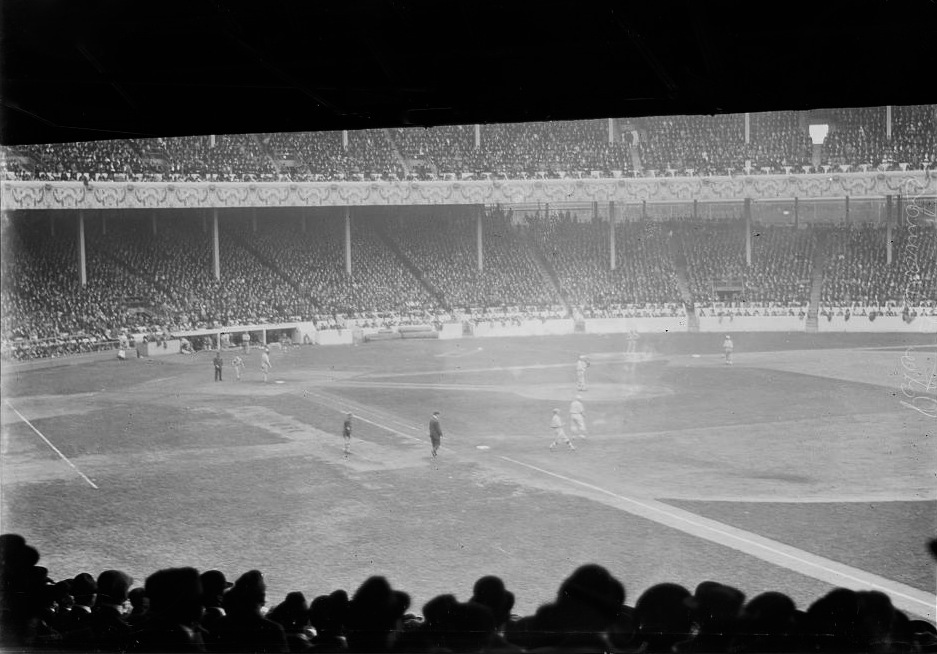
スタンド1階から見たフィールド。
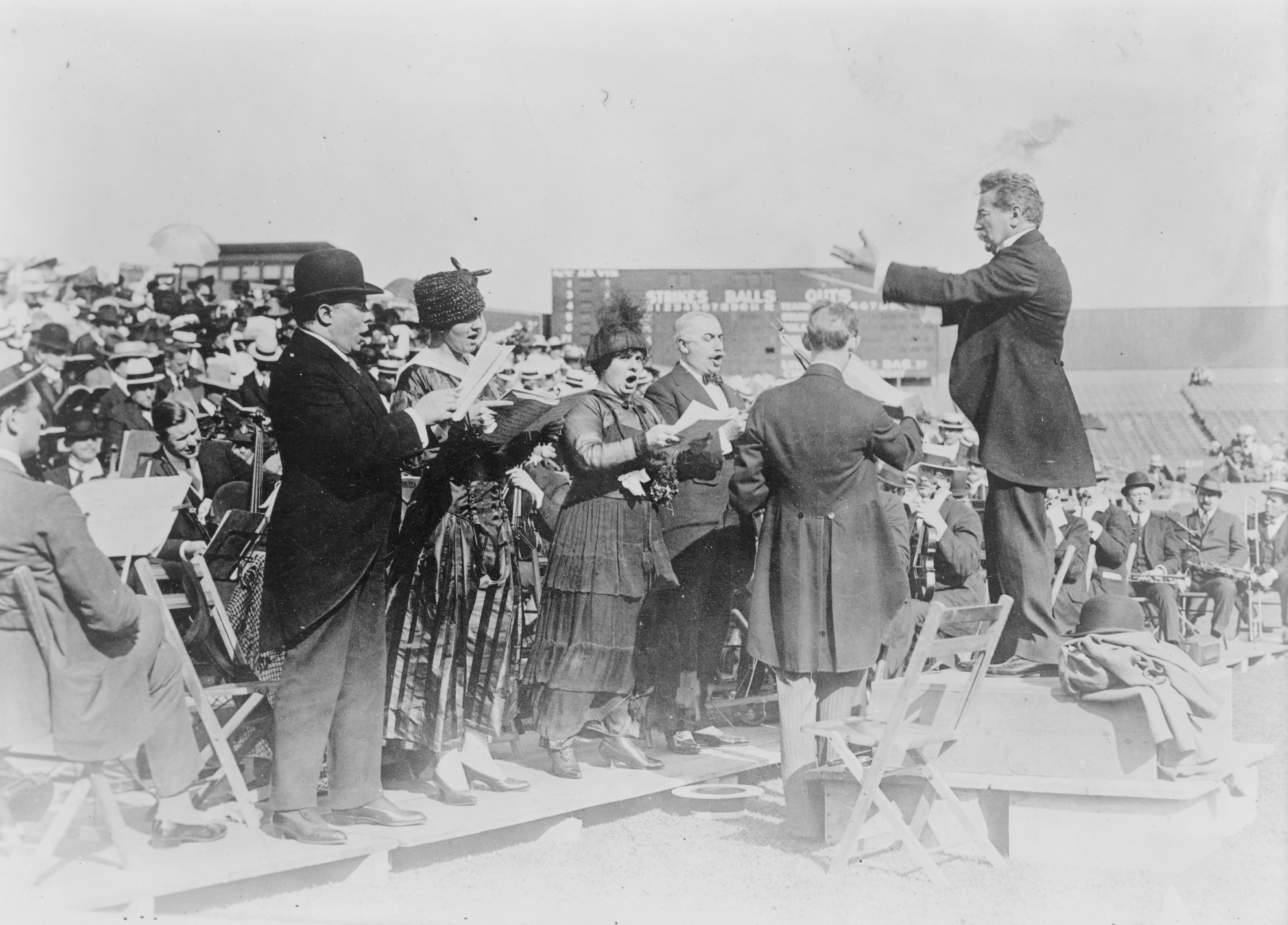
クラシックコンサート。ニューヨーク・フィルハーモニックの演奏でヴェルデイ・レクイエムを1200人の合唱と4人のソリスト、120人の楽団員でポロ・グラウンズで行われた。(1916年)
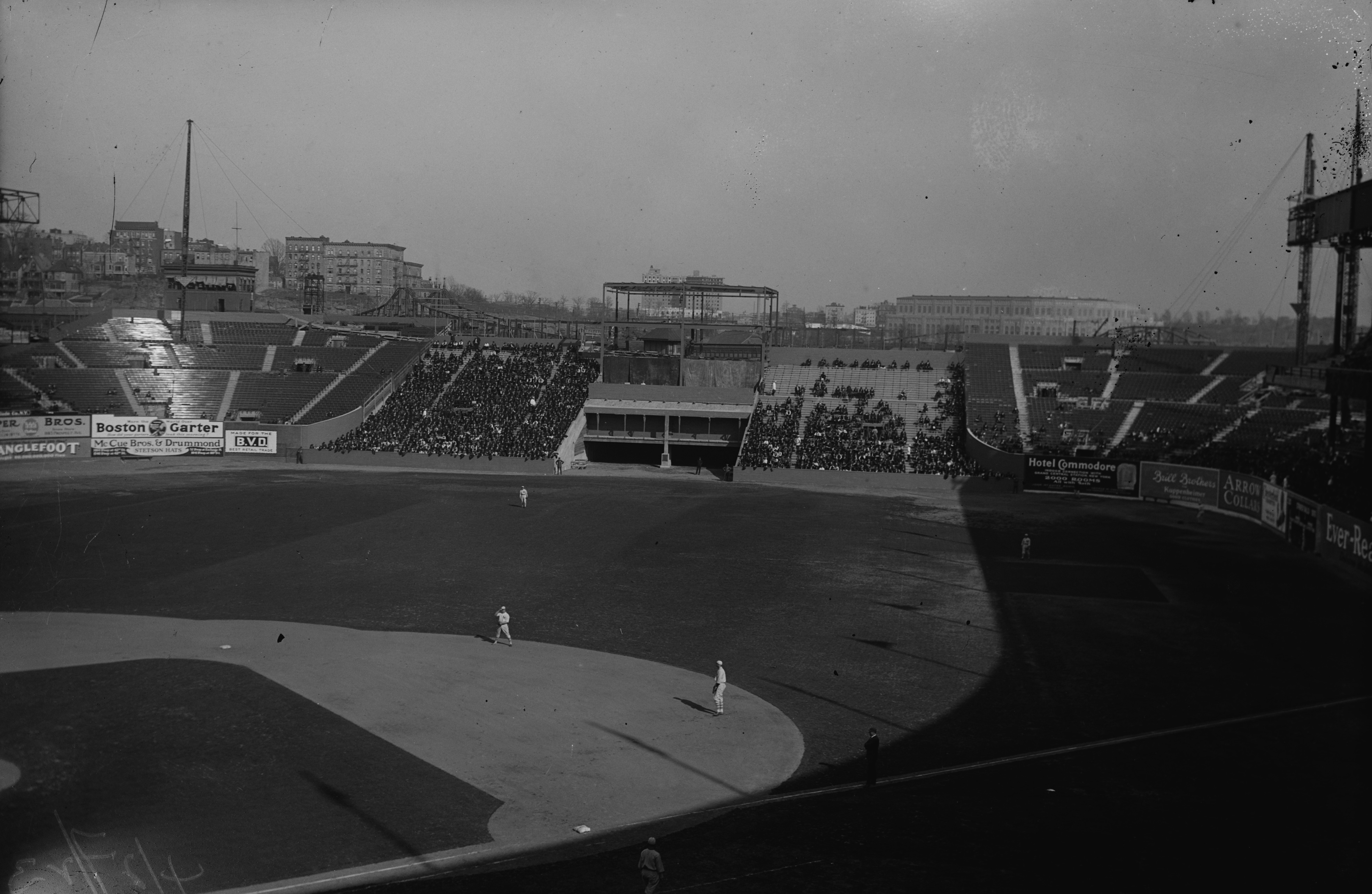
1923年の開幕ゲーム。前年まで本拠地としていたヤンキースがこの年から新しくオープンしたヤンキースタジアムに移転した。そのヤンキースタジアムが右後方に見えている。
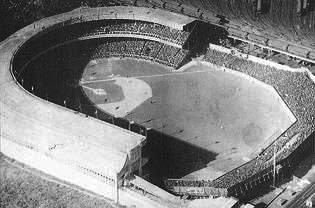
1922年のポロ・グラウンズ。翌1923年に外野席にも屋根が設置されて、全て屋根に覆われるスタジアムとなった。